# Wexham Street
Wexham Street är en by i civil parish Stoke Poges, i kommunen Buckinghamshire i England. Byn är belägen 14 km från Amersham. Byn hade 669 invånare år 2021.